# Kambräken
Kambräken (Blechnum spicant) är en växtart i familjen ormbunksväxter. 